# Makasutu Wildlife Trust
Der Makasutu Wildlife Trust (deutsch: Makasutu Tierwelt Treuhand) ist eine nichtstaatliche Organisation (NGO) im westafrikanischen Staat Gambia, die sich gemeinnützigen Zwecken verschrieben hat.
Sie will die Tierwelt Gambias und deren Lebensraum schützen und bei der Bevölkerung ein größeres Bewusstsein zum schonenden Umgang und Erhalt der Natur schaffen. Der Makasutu Wildlife Trust arbeitet vor Ort aktiv an der Erhaltung der biologischen Vielfalt, schult die Bevölkerung und unterstützt Studien und Forschungsprojekte der Naturwissenschaftler. Besondere Aufmerksamkeit genießen repräsentative Lebensräume in Gambia; der verantwortungsvolle Umgang mit den natürlichen Ressourcen wird gefördert.
Das Hauptquartier des Makasutu Wildlife Trust befindet sich in der Darwin Field Station for Biodiversity Research, Education and Training im Abuko Nature Reserve. Dort im Nationalpark kümmern sich 15 Angestellte um die Projekte. Sie erforschen die Tierwelt, lehren die Bevölkerung und zeigen den Besuchern des Naturparks die vielfältige Natur. Außerdem betreiben sie eine Tierklinik in der verletzte oder verwaiste Tiere gepflegt und zu gegebener Zeit wieder in der Natur ausgewildert werden. Die eigentliche Tierklinik ist aber nicht das Tierwaisenhaus, das die Besucher im Abuko bei ihrem Rundgang sehen können.